# Lutzo von Hoete
Lutzo von Hoete (* unbekannt zu Haus Bögge; † April 1619) war Domherr in Münster und Osnabrück.

## Leben
Lutzo von Hoete wurde als Sohn des Georg von Hoete zu Hove und dessen Gemahlin Irmgard von Hoete geboren. Am 3. August 1615 nominierte ihn der Turnar für die münstersche Dompräbende, auf die zuvor der ehemalige Domherr Goswin von Ketteler verzichtet hatte. Tags darauf nahm Lutzo diese in Besitz und wurde auf die Geschlechter Ascheberg, Hoete, Hoete und Amelunxen aufgeschworen. Nach Vorlage seines Studienzeugnisses am 6. August wurde er emanzipiert. Lutzo war auch Domherr in Osnabrück. Nach seinem Tod kam der Domherr Hermann Ketteler in den Besitz seiner Präbende.